# منتخب إيطاليا لكرة اليد
منتخب إيطاليا لكرة اليد هو الممثل الرسمي لدولة إيطاليا في لعبة كرة اليد.

## نتائج بطولة أوروبا
- 1994: -
- 1996: -
- 1998: 11
- 2000:
- 2002:
- 2004:
- 2006:
- 2008: -

## نتائج بطولة العالم
- 1938: -
- 1942: - لم تقم
- 1946:, 1950: - لم تقم
- 1954 و1990: -
- 1993: -
- 1995: -
- 1997: 18.
- 1999:
- 2001:
- 2003:
- 2005:
- 2007: